# Москалёв, Дмитрий Никандрович
Дмитрий Никандрович Москалёв — советский шахтёр, Герой Социалистического Труда.

## Биография
Родился в 1929 году. В 1971 получил звание Героя Социалистического Труда. В течение нескольких десятков лет руководил проходческой бригадой на Шерегешском руднике.